# Hoa hưng Hội

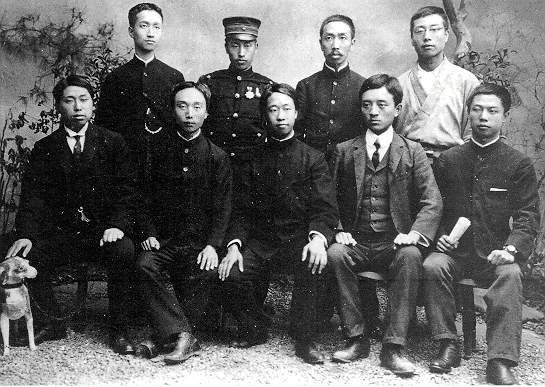
Các lãnh đạo Hoa Hưng Hội, chụp năm 1905 ở Tokyo. Người đầu tiên bên trái là Hoàng Hưng.

Hoa Hưng Hội (tiếng Trung: 華興會; pinyin: Huáxīng Huì; Wade–Giles: Hua-hsing hui, chuyển nghĩa: Hội phục hưng Trung Hoa) là một tổ chức chính trị - xã hội tại Trung Quốc đầu thế kỷ XX. Hội được thành lập ngày 15 tháng 2 năm 1904 tại Hồ Nam, do Hoàng Hưng và Chương Sĩ Chiêu sáng lập, với mục tiêu rõ ràng là lật đổ nhà Thanh. Nhiều thành viên của sau này trở thành những nhân vật cốt cán của Trung Quốc Đồng minh hội. Hoa Hưng Hội có thành phần đông đảo là các học sinh, sinh viên đến từ Hồ Nam. Nhiều người trong số họ là những du học sinh tại Nhật Bản trở về nước.
Hoa Hưng Hội được xem là một trong những tổ chức tiền thân của Trung Quốc Quốc dân đảng.